# ESSM Le Portel
O Étoile sportive Saint-Michel Le Portel Côte d'Opale, conhecido como ESSM Le Portel é um clube profissional de basquetebol baseado em Le Portel, França que atualmente disputa a Élite (França). Manda seus jogos no Le Chaudron com capacidade para 3.533 espectadores.

## Histórico de Temporadas
| Temporada | Nível | Liga      | Pos.                             | J                                | PL                               | Resultado                        | Copa da França    | Competições internacionais |
| --------- | ----- | --------- | -------------------------------- | -------------------------------- | -------------------------------- | -------------------------------- | ----------------- | -------------------------- |
| 2002-03   | 4     | NM2       | 1                                |                                  |                                  | Promovido campeão                |                   |                            |
| 2003-04   | 3     | NM1       | 9                                | 16-13                            |                                  |                                  |                   |                            |
| 2004-05   | 3     | NM1       | 10                               | 17-17                            |                                  |                                  |                   |                            |
| 2005-06   | 3     | NM1       | 6                                | 26-8                             |                                  |                                  |                   |                            |
| 2006-07   | 3     | NM1       | 2                                | 26-8                             |                                  | Promovido                        |                   |                            |
| 2007-08   | 2     | LNB Pro B | 13                               | 14-20                            |                                  |                                  |                   |                            |
| 2008-09   | 2     | LNB Pro B | 16                               | 11-23                            |                                  |                                  |                   |                            |
| 2009-10   | 2     | LNB Pro B | 7                                | 20-14                            | 0-2                              | Quartas de Finais                |                   |                            |
| 2010-11   | 2     | LNB Pro B | 8                                | 19-15                            | 1-2                              | Quartas de Finais                |                   |                            |
| 2011-12   | 2     | LNB Pro B | 15                               | 12-22                            |                                  |                                  |                   |                            |
| 2012-13   | 2     | LNB Pro B | 7                                | 20-14                            | 1-2                              | Quartas de finais                |                   |                            |
| 2013-14   | 2     | LNB Pro B | 5                                | 25-19                            | 1-2                              | Quartas de finais                | Ronda dos 32      |                            |
| 2014–15   | 2     | LNB Pro B | 9                                | 18-16                            | 3-3                              | Semifinalista                    | Finalista         |                            |
| 2015–16   | 2     | LNB Pro B | 6                                | 19-15                            | 6-2                              | Promovido campeão playoffs       | Ronda dos 32      |                            |
| 2016–17   | 1     | LNB ProA  | 7                                | 19-15                            | 0-2                              | Quartas de Finais                | Quartas de finais |                            |
| 2017-18   | 1     | LNB ProA  | 11                               | 16-18                            |                                  |                                  | Quartas de finais | 4 Copa Europeia QF         |
| 2018-19   | 1     | Élite     | 15                               | 10-24                            |                                  |                                  |                   |                            |
| 2019-20   | 1     | Élite     | Cancelado - Pandemia de COVID-19 | Cancelado - Pandemia de COVID-19 | Cancelado - Pandemia de COVID-19 | Cancelado - Pandemia de COVID-19 |                   |                            |
| 2020-21   | 1     | Élite     | 13º                              | 13-21                            |                                  |                                  |                   |                            |
| 2021-22   | 1     | Élite     | 14º                              | 13-21                            |                                  |                                  |                   |                            |
| 2022-23   | 1     | Élite     | 12º                              | 15-19                            |                                  |                                  |                   |                            |
| 2023-24   | 1     | Élite     | 8º                               | 17-17                            | 0-2                              | Quartas de finais                |                   |                            |
| 2024-25   | 1     | Élite     | 15º                              | 8-22                             | 6-1                              | Playoffs Betclic/Pro B           |                   |                            |

## Títulos

### LNB Pro B (segunda divisão)
- Campeão dos playoffs de promoção (1):2015-16

### Copa da França
- Finalista (1): 2014-15

### Nationale Masculine 1(terceira divisão)
- Finalista (1): 2006-07

### Nationale Masculine 2(quarta divisão)
- Campeão (1): 2002-03